# Carlos Sánchez (baseball)
Yolmer Carlos Sánchez (né le 29 juin 1992 à Maracay, Aragua, Venezuela) est un joueur de champ intérieur de la Ligue majeure de baseball. Sánchez évolue principalement à la positions d'arrêt-court, mais aussi aux deuxième et troisième but,.

## Carrière
Carlos Sánchez signe son premier contrat professionnel en 2009 avec les White Sox de Chicago. À l'été 2012, Sánchez représente les White Sox au match des étoiles du futur qui est disputé à Kansas City. 
Il fait ses débuts dans le baseball majeur avec Chicago le 13 juillet 2014.